# کریگ اترینگتون
کریگ اترینگتون (انگلیسی: Craig Etherington؛ زادهٔ ۱۶ سپتامبر ۱۹۷۹) بازیکن فوتبال اهل بریتانیا است.
از باشگاه‌هایی که در آن بازی کرده‌است می‌توان به باشگاه فوتبال پلیموث آرگیل و باشگاه فوتبال وستهام یونایتد اشاره کرد.